# Prix Kandinsky
Le Prix Kandinsky war ein angesehener französischer Kunstpreis. Er wurde zwischen 1946 und 1961 in Paris vergeben.

## Geschichte
Der Preis wurde von Nina Kandinsky zur Erinnerung an ihren Mann Wassily Kandinsky ins Leben gerufen, der 1944 verstorben war. Kandinsky war ein Pionier der Abstrakten Kunst, der Preis sollte junge Maler fördern, die im Bereich der Abstraktion und des Informel arbeiteten. Der Preis wurde erstmals 1946 vergeben, der Jury gehörten unter anderem Leon Degand, Charles Estienne und Wilhelm Uhde an. Erste Träger des neu geschaffenen Preises waren die Maler Jean Dewasne und Jean Deyrolle, letzter Preisträger war 1961 der Maler Piero Dorazio. Mit den Preisverleihungen waren eine Ausstellung in der Galerie Denise René in Paris verbunden.

## Preisträger
- 1946 Jean Dewasne gemeinsam mit Jean-Jacques Deyrolle
- 1947 Serge Poliakoff
- 1948 Max Bill gemeinsam mit  Jean Leppien
- 1949 Youla Chapoval gemeinsam mit Marie Raymond
- 1950 Richard Mortensen
- 1951 Jean Degottex
- 1952 Pablo Palazuelo
- 1953 Alexandre Istrati
- 1955 Natalia Dumitresco
- 1960 Eduardo Chillida
- 1961 Piero Dorazio

## Ausstellungen
- 1975  Les Prix Kandinsky 1946-61, Galerie Denise René, Paris

## Anmerkung
Der Prix Kandinsky hat nichts mit dem Kandinsky Prize zu tun, der seit 2007 von der russischen ArtChronika Foundation mit Unterstützung der Deutsche Bank Gruppe, in Moskau vergeben wird.